# NGC 1406
NGC 1406 (również PGC 13458 lub UGCA 83) – galaktyka spiralna z poprzeczką (SBbc), znajdująca się w gwiazdozbiorze Pieca. Została odkryta 18 listopada 1835 roku przez Johna Herschela. Galaktyka ta należy do gromady w Piecu.